# درک لوک
درک لوک (انگلیسی: Derek Luke؛ زادهٔ ۲۴ آوریل ۱۹۷۴) هنرپیشه آمریکایی است. وی از سال ۱۹۹۹ میلادی تاکنون مشغول فعالیت بوده است.
از فیلم‌هایی که وی در آن نقش داشته است، می‌توان به پاکسازی ، کاپیتان آمریکا: نخستین انتقام‌جو، استخراج ، قطعاً، شاید، تنها با هم و آنتوان فیشر اشاره کرد.